# Jarmila Klímová
Jarmila Klímová (* 1968) je česká lékařka a léčitelka známá jako propagátorka psychosomatické medicíny a také v souvislosti s praktikami kontroverzního Konzultačního a terapeutického Institutu Praha – AKTIP, který založila v roce 2004. Z České lékařské komory vystoupila, když proti ní komora vedla disciplinární řízení, čímž ztratila způsobilost k výkonu lékařské praxe v Česku. Podivnými léčitelskými metodami v jejím terapeutickém centru se zabývala například Česká televize.
Přestože byly pochyby o tom, jestli je atestovaná psychiatrička, Česká lékařská komora potvrdila, že má atestaci z psychiatrie.